# اقتصاد پاکستان
اقتصاد پاکستان اقتصادی در حال توسعه‌است. با وجود اینکه در سال ۱۹۴۷ این کشور بسیار فقیر بود نرخ رشد اقتصادی پاکستان در طول ۴ دهه بعد از آن بهتر از میانگین جهانی بوده‌است. اما سیاست‌های ناآگاهانه به پایین آمدن این نرخ در دهه ۱۳۷۰ منجر شد.
اخیراً تغییرات گسترده اقتصادی به اقتصادی قدرتمندتر منجر شده‌اند و به نرخ رشد به‌ویژه در زمینه‌های ساخت و تولید و بخش‌های خدمات مالی (اقتصادی) سرعت بخشیده‌اند. پیشرفت‌های بزرگی نیز در موقعیت ارز خارجی و رشد سریع در منابع ارز ثابت در سالهای اخیر شاهد بوده‌ایم. تخمین بدهی خارجی در سال ۲۰۰۵ در حدود ۴۰ میلیارد دلار آمریکا بود. با این حال این بدهی با کمک‌های صندوق بین‌المللی پول و بخشودگی بدهی از طرف ایالات متحده آمریکا کاهش یافته‌است. تولید ناخالص داخلی در سال ۲۰۰۵ حدود ۶/۴۰۴ میلیارد دلار برآورد شد و تولید سرانه ناخالص ملی آن ۲۴۰۰ دلار آمریکا بود.
نرخ‌های رشد تولید ناخالص ملی پاکستان در ۵ سال اخیر شاهد یک افزایش ثابت بوده‌اند. در سال ۲۰۰۱ نرخ رشد تولید ناخالص داخلی کشور ۸٪/۱ بود ولی در سال مالی که ۳۰ ژوئن ۲۰۰۵ پایان یافت، نرخ رشد تولید ناخالص داخلی اسمی به حدود ۴٪/۸ رسید. این نرخ رشد پاکستان را پس از چین دارنده دومین نرخ رشد اقتصادی در میان پرچمعیت‌ترین کشورهای جهان قرار داد. با این حال فشارهای تورمی و میزان ذخیره کمتر از مقدار لازم و همچنین عوامل اقتصادی دخیل دیگر امر نگه داشتن نرخ رشد به این میزان را مشکل می‌سازد.
رشد بخشهای غیرکشاورزی ساختار اقتصاد را تغییر داده‌است و اکنون اقتصاد تنها ۲۰٪ تولید ناخالص داخلی را تشکیل می‌دهد. بخش خدماتی حدود ۵۳٪ تولید ناخالص داخلی کشور که تجارت عمده و خرد کشور حدود ۳۰٪ این بخش را تشکیل می‌دهد. اخیراً بازار بورس کراچی همراه با دیگر بازارهای در حال ایجاد دنیا اوج گرفته‌است. مقادیر هنگفتی از سرمایه‌گذاری‌های خارجی در صنایع متعددی به کار گرفته شده‌اند. با این حال سرانه بازار بورس همچنان مخابرات، نرم‌افزار، خودرو، نساجی، سیمان، کود، فولاد و ساخت کشتی هستند.
پاکستان کشوری‌است که یکی از بزرگترین صادرکنندگان توپ فوتبال در جهان محسوب می‌شود. ۷۵ درصد از این حجم تولید نیز، که معادل ۶۰ درصد از کل تولید توپ فوتبال در جهان هم می‌شود در سیالکوت پاکستان صورت می‌گیرد، سیالکوت روستایی کوچک در پاکستان است که ۸۵ درصد از توپ‌های فوتبال جهان در آن ساخته می‌شود و سالانه ۴۰ میلیون توپ در سال، به ارزش $ ۲۱۰٬۰۰۰٬۰۰۰ را تولید می‌کند. عمده این توپها در شهر سیالکوت تولید می‌شوند، شهری‌که گفته می‌شود نزدیک‌به ۱۰۰ سال سابقهٔ کار در صنعت تولید توپ فوتبال را دارد، در حقیقت در اواخر دههٔ ۹۰ میلادی بود که کشور پاکستان به قطب تولید ۷۵ درصد از مجموع توپهای فوتبال در جهان تبدیل شد. سیالکوت از نظر درآمد سرانه بالاترین رتبه را در میان شهرهای پاکستان دارد و بعد از کراچی سیالکوت دومین شهر پاکستان از نظر حجم درآمد ارزی به خاطر صادرات بالایش نیز محسوب می‌شود. در ۱۴ فوریه سال ۱۹۹۷ در آتلانتای آمریکا توافق نامه‌ای بین سازمان بین‌المللی کار، یونیسف، جمعیت نجات کودکان بریتانیا و اتاق بازرگانی و صنایع سیالکوت به امضا رسید که هدف اصلی آن مقابله با کار کودکان در مراکز تولید توپ در پاکستان بود، در مقابل فیفا نیز در سال ۱۹۹۶ اعلام کرد که همه تولیدکنندگان توپ فوتبال باید دارای آرم مخصوصی باشند که آن آرم نشان دهنده تولید توپ بدون استفاده از کودکان است. در حال حاضر نیز همچنان سازمان بین‌المللی کار (IL0) و انجمن مستقل نظارت بر کار کودکان (IMAC) به صورت موردی بر وضعیت کار کودکان در مراکز تولید توپ در پاکستان نظارت می‌کنند و در همین حال سازمان‌های فعال در زمینه حقوق کارگران نیز پی‌درپی اعلام می‌کنند که اهداف از پیش تعیین شده دربارهٔ رعایت حقوق کارگران فعال در صنعت توپ‌سازی در کشورهای پاکستان، هند، چین و تایلند اجرا نمی‌شود. براساس یکی‌از تحقیقات از یکی از شرکت‌های تولیدکننده توپ در پاکستان مشخص شد که کلیه کارگران این شرکت به صورت موقت استخدام شده‌اند و زنان پاکستانی فعال در صنعت توپ‌سازی این کشور نیز با تبعیضی مضاعف روبرو بوده و به خاطر جنسیتشان کمتر از مردان حقوق می‌گیرند. زنان همچنین در صورت حاملگی با خطر از دست دادن شغل خود روبرو هستند و شرایط کار در مراکز دوخت و تولید توپ در پاکستان رقت‌انگیز توصیف شده‌است. قرار بود حتی در جریان برگزاری رقابت‌های جام جهانی ۲۰۱۰ در آفریقای جنوبی کمپینی در حمایت از پایان کار کودکان در مراکز توپ‌سازی پاکستان و افزایش حقوق کارگران فعال در این مراکز به راه بیفتد، اما کسی به حرف این کمپین گوش نکرد. براساس تحقیقاتی که انجام شده اعلام‌شده، هزاران کودک بین سنین پنج تا ۱۴ سال به ۱۰ تا ۱۱ ساعت کار در مراکز دوخت توپ در پاکستان مجبور شده‌اند. در نهایت اخیراً (سال ۱۳۹۳هجری‌شمسی) با توجه به حضور رقبایی در دوخت توپ، این موضوع صنعت توپ‌سازی پاکستان را مورد تهدید قرارداد و در نهایت بالاخره تعداد زیادی از کارگران یکی از واحدهای بزرگ تولید توپ در پاکستان از کار خود اخراج شدند ولی این باعث شد تا کودکان اخراج شده برای ادامهٔ کار وارد بخشهای دیگری، همچون برداشت پنبه شوند که شرایط کاری در آن‌ها بسیار خشن‌تر و بی‌رحم‌تر از قبل شد.
از مهمترین صنایع دیگر شهر سیالکوت می‌توان به لوله‌سازی، چرم، پوشاک چرمی، تجهیزات موسیقی، جراحی و دندان‌سازی، تجهیزات ورزشی شامل پوشاک هنرهای رزمی، دستکش، مدال، صندلی، عصا، کارد و چنگال، چاقوهای شکار، تفنگهای بادی و تفنگهای ساچمه‌ای اشاره کرد. صادرات محصولات این صنایع سالانه میلیاردها دلار درآمد ارزی نصیب سیالکوت می‌کند. همچنین بخشی از صنعت قطعه‌سازی خودرو پاکستان نیز در سیالکوت فعال است. ضمن این‌که بخشهایی مانند تولید مبلهای چوبی و فولادی، محصولات لاستیکی، لوازم آشپزی، دوچرخه، تایر و تیوپ دوچرخه و کفش نیز در سیالکوت حضور پررنگی دارند.
صنعت مهم دیگری که در گذشته از دسترسی خارجی محروم مانده‌است، هوافضا است. تیپ‌های مختلف توپخانه در ارتش از پیش به گسترده شدن میزان مهمات نظامی پاکستان کمک کرده‌اند. خبرهایی از احتمال مشارکت عمومی یا خصوصی در برنامه‌های آینده موشکی به گوش می‌خورد که می‌تواند با برنامه فضایی پاکستان همراه شود؛ زیرا توانایی‌های کنونی این کشور شامل موشک‌های بالستیک میان برد و تحقیقاتی بر روی موشکهای بالستیک قاره‌پیما می‌شوند. رویکرد ساختاری برای استفاده از این توانایی‌های هوافضایی ممکن است باعث رونق سریعتر اقتصادی پاکستان شود زیرا صنعت هوانوردی پیش تر هم شاهد رشد چشمگیری در سالهای گذشته بوده‌است که با حضور شرکت‌های هواپیمایی متعددی همراه بوده‌است.